# Amblypodia democritus
Amblypodia democritus är en fjärilsart som beskrevs av Fabricius 1793. Amblypodia democritus ingår i släktet Amblypodia och familjen juvelvingar. Inga underarter finns listade i Catalogue of Life.